# Balka
Balka är en tidigare tätort på ön Bornholm i Danmark. Orten hade 216 invånare den 1 januari 2017. Närmaste större samhälle är staden Nexø, tre kilometer nordöst om Balka. 
Vid Balka finns förekomster av Balkasandsten, i Sverige benämnd Hardebergasandsten, som brutits som byggnadssten.

## Bilder

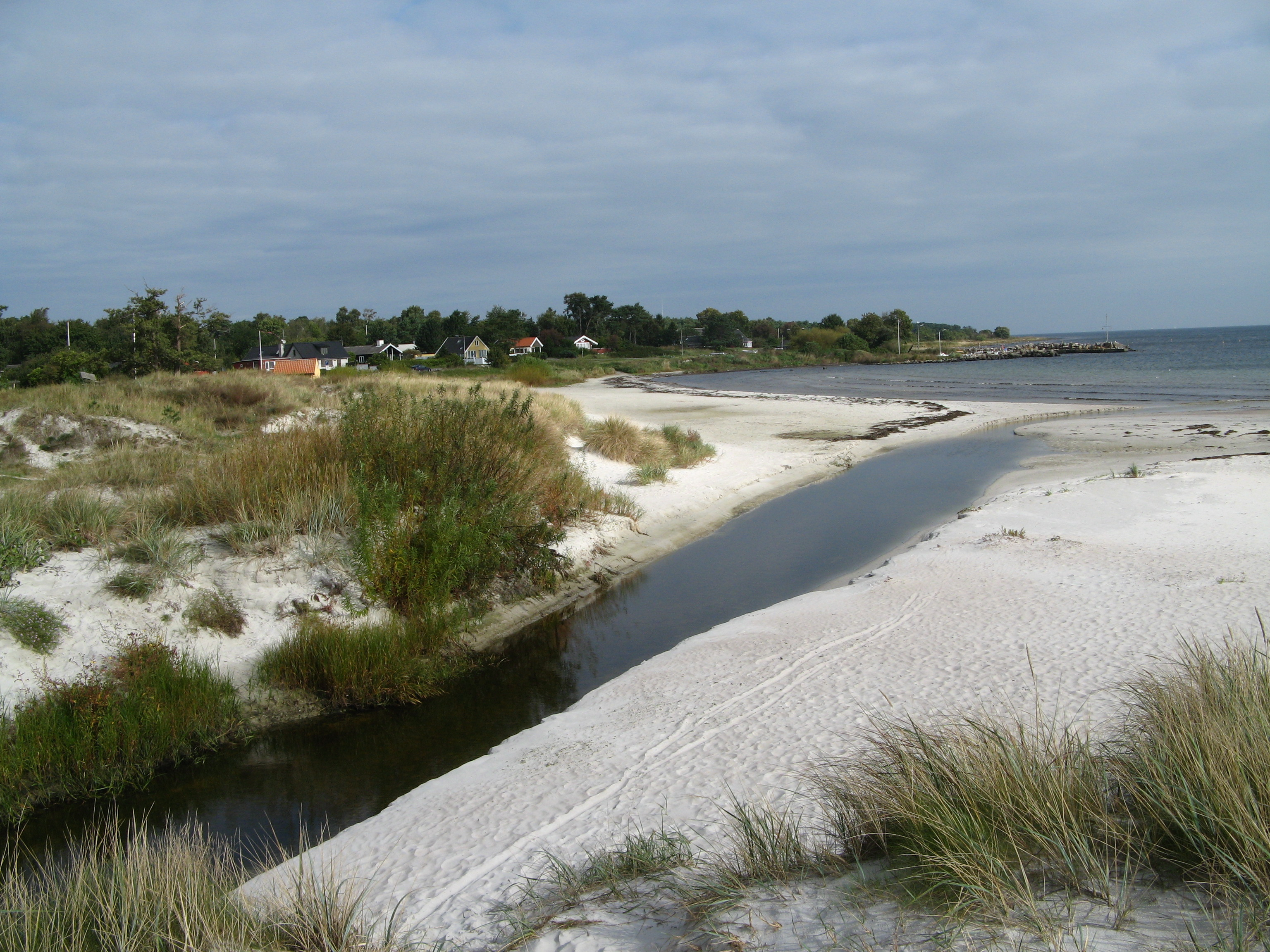
Melån utlopp vid stranden i Balka.
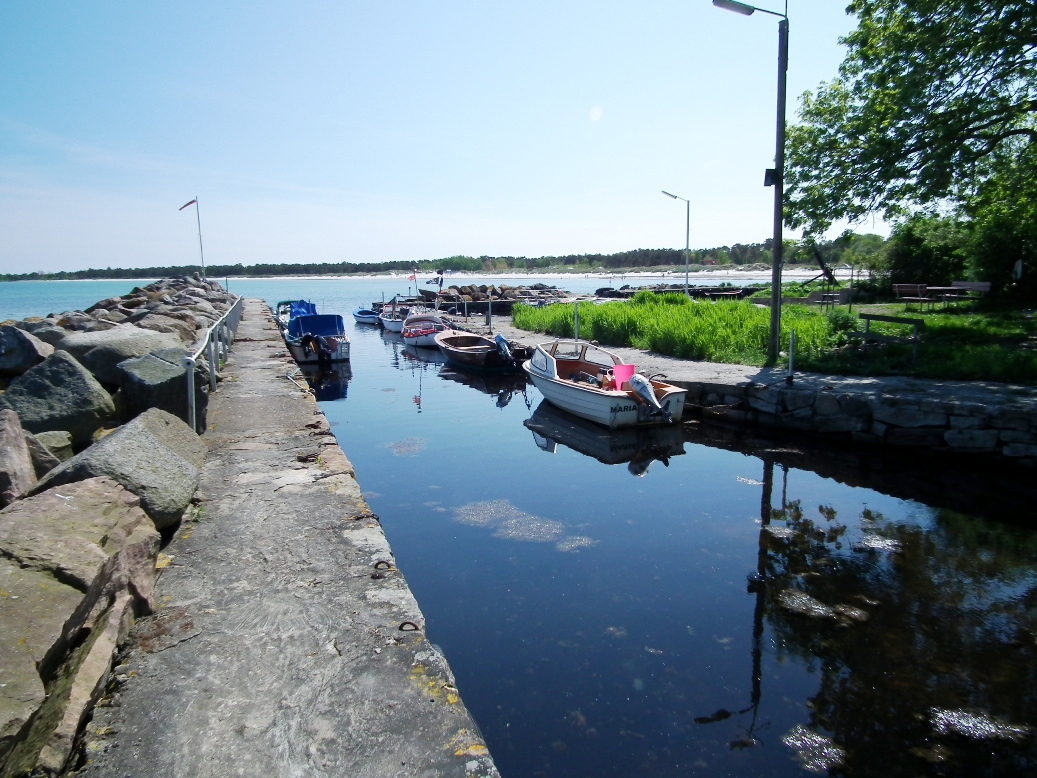
Småbåtshamnen i Balka.
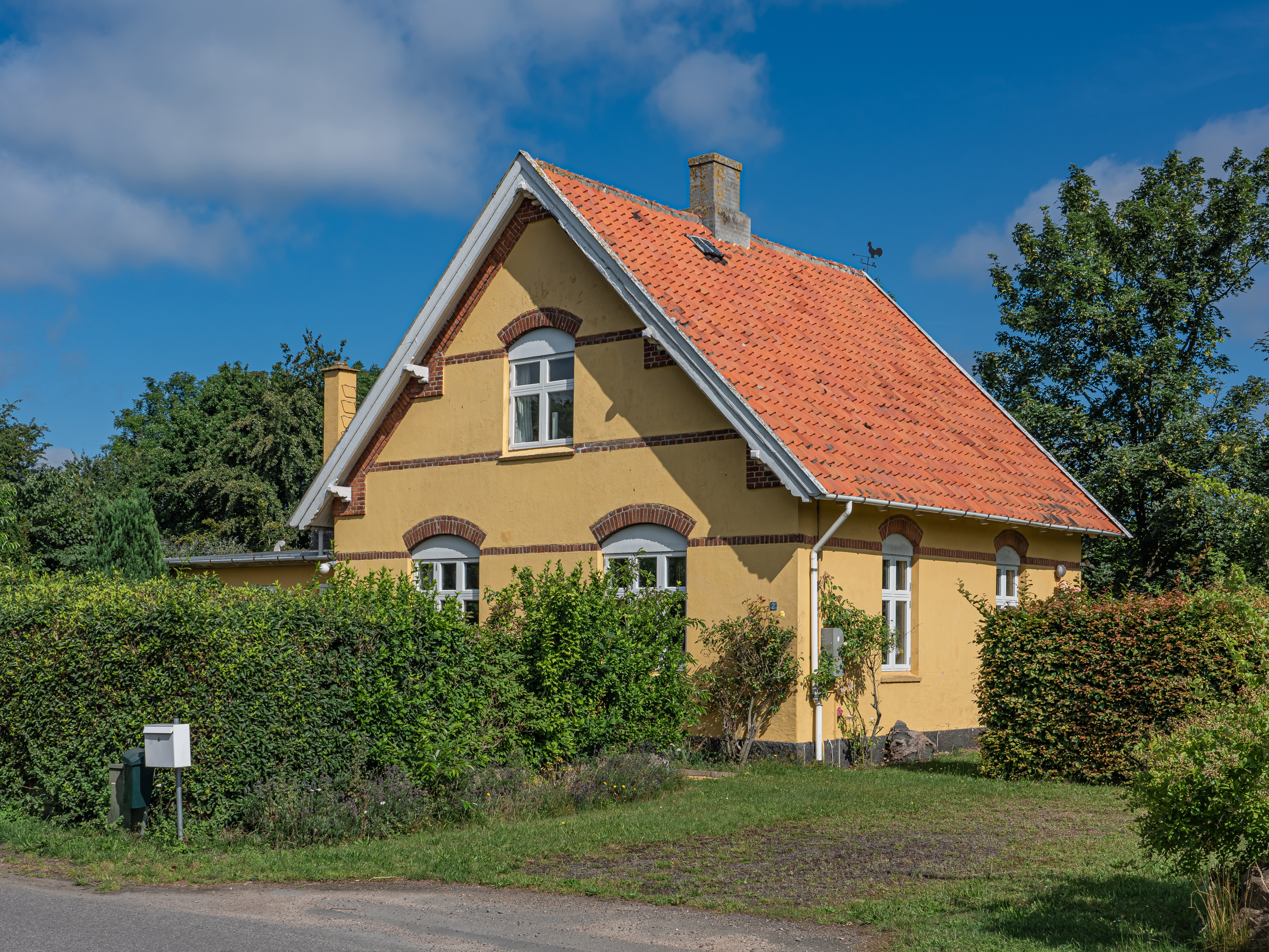
Station Kanikegård i Balka.
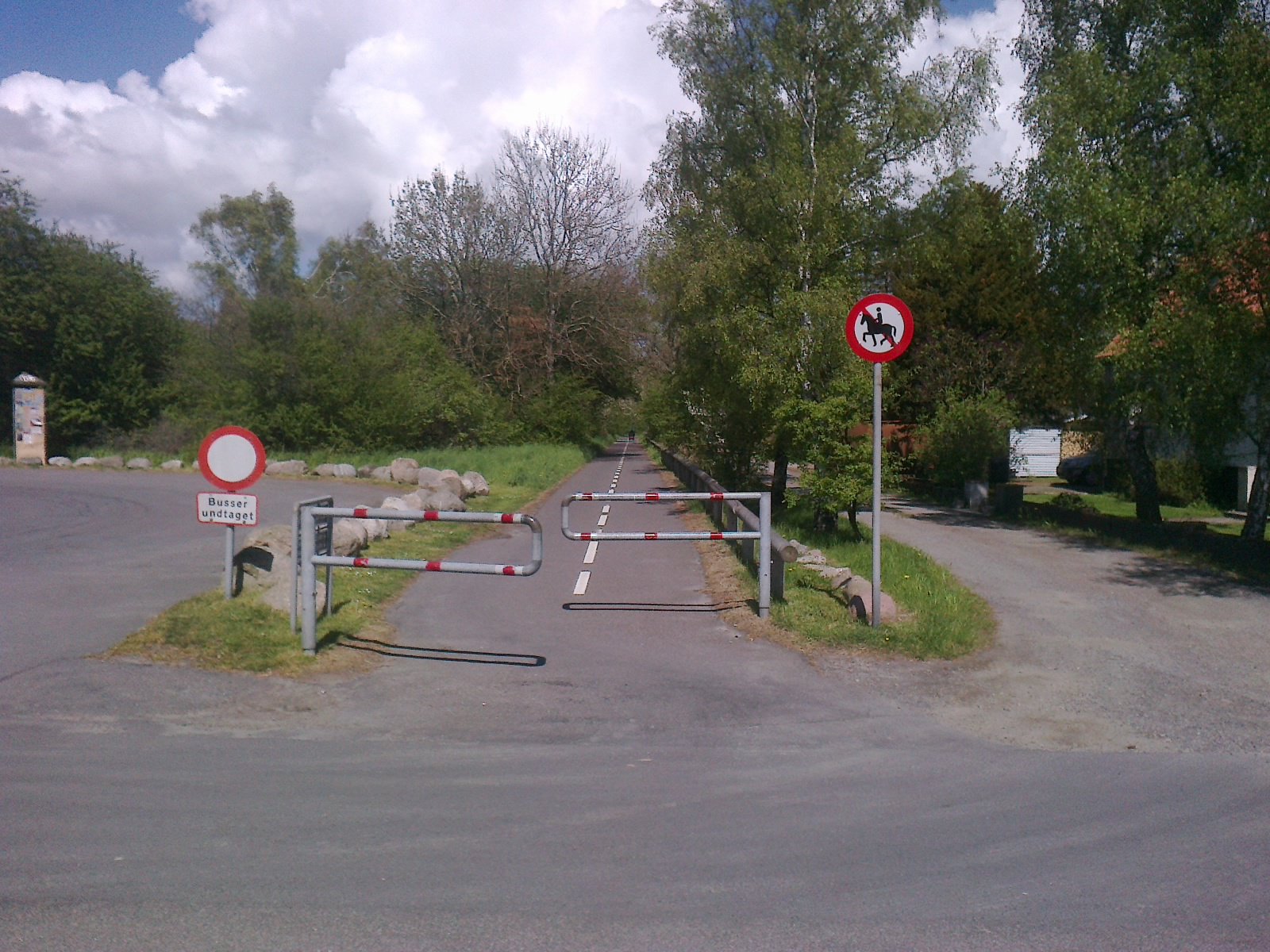
Cykel- och gångbana på tidigare banvall till Nexøbanan.